# Balonmano Sinfín
Maillots
Actualités
Le Balonmano Sinfín est un club espagnol de handball, situé à Santander en Cantabrie.
Le club évolue en Liga ASOBAL pour la saison 2018–19.

## Histoire
Le Balonmano Sinfín est fondé en 2004. Le club est promu en Liga ASOBAL en 2015 et passe deux saisons dans l'élite avant d'être relégué en 2017. Néanmoins, il ne reste qu'une saison en deuxième division et retrouve la Liga ASOBAL pour la saison 2018–19.

## Parcours détaillé
| Saison  | Niv. | Rang     |
| ------- | ---- | -------- |
| 2004–05 | 3    | 5e       |
| 2005–06 | 3    | 2e       |
| 2006–07 | 3    | 1er      |
| 2007–08 | 3    | 1er      |
| 2008–09 | 2    | 14e      |
| 2009–10 | 2    | 9e       |
| 2010–11 | 2    | 11e      |
| 2011–12 | 2    | 4e       |
| 2012–13 | 2    | 8e       |
| 2013–14 | 2    | 4e       |
| 2014–15 | 2    | 2e       |
| 2015–16 | 1    | 13e      |
| 2016–17 | 1    | 16e      |
| 2017–18 | 2    | 2e       |
| 2018–19 | 1    | 11e      |
| 2019-20 | 1    | en cours |

- 3 saisons i

## Effectif actuel 2019-2020
| N° | Poste | Nom                  | Date de naissance   | Taille | Arrivée | Club précédent | Sélection  |
| -- | ----- | -------------------- | ------------------- | ------ | ------- | -------------- | ---------- |
| 1  | GB    | Ibrahim Sambé        | ?/?/2001 (18 ans)   | 1,92 m | 2019    | CB Pereda      | -          |
| 12 | GB    | Sergio Rosa          | ?/?/2001 (18 ans)   | 1,85 m | 2019    | Formé au club  | -          |
| 85 | GB    | Mile Mijusković      | 08/19/1985 (34 ans) | 1,92 m | 2019    | CB Benidorm    | Monténégro |
| 7  | ALG   | Alberto Pla          | ?/?/1992 (27 ans)   | 1,88 m | 2013    | Formé au club  | -          |
| 10 | ALG   | Cristián Postigo     | 07/10/1989 (30 ans) | 1,82 m | 2014    | BM Aragón      | -          |
| 11 | ALG   | Carlos Lastra        | 19/01/1999 (20 ans) | 1,92 m | 2017    | Formé au club  | -          |
| 8  | ALD   | Alejandro Blázquez   | ?/?/1989 (30 ans)   | 1,79 m | 2009    | Formé au club  | -          |
| 76 | ALD   | Ángel Iglesias       | 01/01/1994 (25 ans) | 1,80 m | 2018    | SD Teucro      | -          |
| 9  | DC    | Ander Torriko        | 21/02/1997 (22 ans) | 1,82 m | 2018    | CB Benidorm    | -          |
| 34 | DC    | Nacho Vallés         | ?/?/1998 (21 ans)   | 1,85 m | 2018    | CB Benidorm    | -          |
| 4  | ARG   | Javier Valverde      | 05/01/1998 (21 ans) | 1,93 m | 2016    | Formé au club  | -          |
| 18 | ARG   | Leonardo Alonso      | 18/02/2001 (18 ans) | 1,94 m | 2018    | Formé au club  | -          |
| 88 | ARG   | Darko Dimitrievski   | 16/05/1993 (26 ans) | 1,94 m | 2018    | Hapoel Ashdod  | Macédoine  |
| 3  | ARD   | Sergio Rubio         | ?/?/2000 (19 ans)   | 1,85 m | 2018    | Formé au club  | -          |
| 22 | ARD   | Nicolás Zungri       | 19/12/1994 (24 ans) | 1,88 m | 2019    | BM Huesca      | -          |
| 28 | ARD   | Jorge Monteiro Silva | 23/05/1989 (30 ans) | 2,02 m | 2018    | BM Granollers  | Portugal   |
| 2  | PVT   | Diego Muñiz          | 24/04/1991 (28 ans) | 1,94 m | 2010    | Formé au club  | -          |
| 15 | PVT   | Ángel Basualdo       | 13/09/2001 (18 ans) | 2,03 m | 2018    | Formé au club  | -          |
| 29 | PVT   | José Manuel Herrero  | 17/02/1977 (42 ans) | 1,94 m | 2010    | CB Cantabria   | -          |